# Una notte da leoni
Una notte da leoni (The Hangover, letteralmente "il dopo sbornia") è un film del 2009 diretto da Todd Phillips.
Scritto da Jon Lucas e Scott Moore, e con Todd Phillips e Daniel Goldberg come produttori esecutivi, il film fu prodotto dalla Warner Bros. Productions e dalla Legendary Pictures. Vi figurano attori come Bradley Cooper, Ed Helms, Zach Galifianakis, Justin Bartha e Heather Graham.
Il film ha vinto il Golden Globe come miglior film commedia o musicale nel 2010.

## Trama
Doug Billings (un agente immobiliare), Phil Wenneck (un insegnante), Stuart Price (un dentista) e Alan Garner (un disoccupato con un lieve  ritardo mentale) sono un gruppo di amici in partenza per Las Vegas per celebrare l'addio al celibato di Doug. Phil e Stu sono amici storici dello sposo, mentre Alan è il futuro cognato (in quanto fratello di Tracy, la futura sposa). Il gruppo parte a bordo di una Mercedes-Benz W111 decappottabile, di proprietà del futuro suocero di Doug, Sid, che tiene alla macchina in modo maniacale, ma che la presta volentieri al futuro genero, rassicurato dal fatto che Doug è un ragazzo assennato, rispettoso e con un lavoro stabile, a patto che non faccia guidare la macchina a nessun altro. Arrivati a Las Vegas, dopo aver preso una suite al Caesars Palace, si recano sul tetto con dei materassi e brindano “alla notte che non dimenticheranno mai”.
La mattina dopo, Stu, Alan e Phil si svegliano completamente disorientati: la suite è devastata, una gallina gira per la stanza, a Stu manca un dente, nel bagno si trova una tigre, nel ripostiglio c'è un neonato che piange (chiamato da Alan Carlos) e Doug è scomparso. I protagonisti si organizzano per trovare Doug, mentre cercano di ricordare cosa è successo la notte precedente. Alan trova nelle sue tasche il dente di Stu, il quale trova la ricevuta di un prelievo di 800 dollari effettuato la sera prima in una banca. Phil, invece, scopre di avere un braccialetto al polso che testimonia che la notte precedente è stato in ospedale. I tre decidono così di recarsi all'ospedale, ma prima altre due sorprese li attendono: la prima è che il materasso di Doug è stato lanciato su un tetto e lo stanno recuperando, la seconda è che l'addetto al Valet Parking non gli riconsegna la Mercedes, ma un'auto della polizia.
Giunti all'ospedale, il dottore di turno riferisce che la sera prima i quattro amici si sono presentati al nosocomio per curare una leggera commozione e qualche contusione subiti da Phil, la cui origine non hanno saputo appurare perché erano tutti in stato confusionale. Dalle analisi del sangue il dottore rivela inoltre che Phil aveva assunto del Roofis, detta anche la droga dello stupro: questo spiega la perdita di memoria e lo stato di esaltazione dei quattro, effetti che comunque sono svaniti. Prima di congedarsi, il dottore riferisce che il gruppetto parlava di un matrimonio, ma non di quello di Doug dell'indomani bensì di uno cui avevano appena assistito, e li indirizza alla Best Little Chapel il cui gestore, Eddie, li accoglie in modo decisamente festante. L’uomo sulle prime pensa che i tre si stiano facendo beffe di lui a non ricordare la pazza serata, poi mostra le foto del matrimonio: ad essersi sposato è stato Stu e la sposa è una procace bionda di nome Jade, che si scopre essere la madre del bambino. Phil chiede ad Eddie l'indirizzo in modo che possano riportarle il figlio, annullare il matrimonio e far chiarezza su dove sia Doug. Al momento di ripartire, però, vengono bloccati da alcuni orientali armati di mazze e pistole, chiedendo dove fosse finito. I tre riescono a scappare, ma nel trambusto Eddie viene ferito al braccio da un proiettile vagante.
Trovata la mamma del neonato, con delusione da parte di Alan scoprono che il bambino si chiama Tyler e che la ragazza è una spogliarellista. Inoltre Stu scopre con orrore che al dito porta l'anello della nonna, che lei aveva custodito durante l'Olocausto, e che Stu intendeva usare per fare la proposta di matrimonio alla sua fidanzata Melissa alle nozze di Doug. Durante la chiaccherata la polizia fa irruzione arrestando i tre per il furto dell'auto. Una volta arrivati alla centrale della polizia Phil, non avendo altre tracce di Doug, prova a chiamare Tracy ma lei non sa nulla. Quindi, per prendere tempo, le comunica che rimarranno un'altra notte a Las Vegas e rientreranno a Los Angeles la mattina seguente giusto in tempo per la cerimonia. Al momento dell'interrogatorio, gli ispettori comunicano che hanno ritrovato la Mercedes e che i tre amici non verranno portati davanti ad un giudice prima di lunedì. Phil, giocando d'astuzia, riesce a farsi rilasciare facendo cadere i capi d'accusa in cambio della promessa di non mettere in ridicolo la polizia che si è fatta fregare una macchina da dei turisti. Il prezzo da pagare è una dimostrazione pratica, come cavie, davanti ad una scolaresca in visita, dell'uso del taser elettrico in dotazione alla polizia.
Usciti dal distretto, Phil, Alan e Stu si recano al deposito delle auto a ritirare la Mercedes, che era sotto sequestro. Con grande sorpresa e sollievo di Alan, la vettura non riporta neanche un graffio. All'interno non trovano tracce utili al ritrovamento di Doug, ma all'improvviso sentono dei colpi provenire dal bagagliaio, lo aprono e da lì esce un uomo dai tratti orientali, nudo, infuriato e armato di piede di porco, con il quale picchia i tre e poi scappa di corsa. A quel punto Alan confessa che la sera prima, sul tetto dell'hotel, aveva messo delle pasticche negli shottini di liquore allo scopo di sballare e di godersi maggiormente la serata, ma di essere convinto che fosse ecstasy e non roofis. Rientrati nella suite, trovano l’ex pugile Mike Tyson, che si rivela essere il padrone della tigre rubata (e questo costa un pugno ad Alan), arrivato fin lì guidato dalla giacca di Doug contenente la chiave elettronica della suite e ritrovata nel giardino della sua villa. L'ex pugile intima ai sequestratori di riportargli la tigre e di non costringerlo a tornare. Per addormentare il felino, Alan, Phil e Stu gli fanno mangiare una bistecca imbottita di roofis. Durante il viaggio, però, l'animale si risveglia, graffia Phil, fa sbandare la macchina, rompe i vetri e devasta i sedili e costringe i tre a portarla a spinta alla villa di Tyson, il quale mostra loro i filmati delle telecamere di sorveglianza, che mostrano tutti e quattro i ragazzi visibilmente alterati penetrare nel giardino per poi rubare la tigre e farla salire sull'auto della polizia già rubata. L'aver perpetrato questo crimine fa sorridere il campione: per questo motivo Tyson perdona il gruppetto per la loro incursione.
Usciti dalla villa, vengono poi tamponati da un Suv guidato dagli stessi scagnozzi che avevano incontrato alla cappella, il cui capo si rivela essere l'uomo che era chiuso nel bagagliaio. La sera prima, giocando a dadi, l'asiatico aveva vinto 80 000 dollari ma poi il suo borsello è stato scambiato con quello di Alan. Inoltre Phil, considerando l'uomo come un talismano vivente, lo ha preso e chiuso nel bagagliaio. L'asiatico intima ai tre di consegnargli all'alba del giorno dopo, nel deserto di Mojave, i contanti, poiché tiene in ostaggio il loro amico. All'interno del Suv, infatti, vi è un uomo incapucciato. Alan, Phil e Stu rovistano la suite cercando il borsello, ma inutilmente. Su suggerimento di Alan, i tre decidono di andare al casinò e racimolare la somma necessaria al tavolo del BlackJack. Alan, che si era portato dietro un libro su questa specialità del gioco d'azzardo, si dimostra molto intelligente nel contare le carte e con l'aiuto anche di Jade (che gioca in coppia con Stu) i tre amici riescono a raggiungere la cifra necessaria, evitando di essere colti da alcuni supervisori molto sospettosi.
La mattina dopo, il gruppo si reca all'appuntamento per lo scambio. Il criminale asiatico, che si chiama Leslie Chow, ritira i soldi e rilascia l'ostaggio, che però non è Doug, bensì lo spacciatore di colore – anche lui di nome Doug – che aveva dato il roofis ad Alan. Chow lo ha rapito perché al casinò era in compagnia del gruppo e credeva fosse un loro amico. In ogni caso non accetta di riprendersi l'ostaggio e se ne va con i soldi, lasciando i tre ancora una volta sconfortati e senza traccia di Doug quando mancano poche ore al matrimonio. A questo punto Phil prende coraggio e chiama Tracy per dirle la verità, ma Stu gli strappa di mano il telefono perché, parlando con il Doug di colore, ha intuito dove può essere lo sposo: il materasso che avevano visto sul tetto non poteva essere stato lanciato dalla suite, ma potevano solo averlo portato loro per fargli uno scherzo, per poi dimenticarlo. Così è: Doug è infatti sul tetto, ustionato, disorientato e arrabbiato, ma i tre amici lo coprono, lo spalmano di crema idratante e saltano in macchina per ripartire a tutta birra alla volta di Los Angeles. Prima, però, Jade restituisce l'anello a Stu, rendendosi conto che il loro matrimonio era una stupidata. Poi rivela che è stato Stu stesso a levarsi il dente, per dimostrare ad Alan che era capace di farlo. Stu, infine, invita Jade a cena per il successivo fine settimana.
Seppur in ritardo, il gruppetto si presenta alla cerimonia, che si svolge senza problemi. Durante il rinfresco, Stu lascia con una vistosa scenata la dispotica Melissa, e Sid comunica a Doug che la Mercedes era il suo regalo di nozze, sollevando quindi il neosposo dalla probabilità di affrontare l'ira del suocero nel vedere la macchina semidistrutta. Alan ritrova quindi la fotocamera di Stu sotto un sedile della Mercedes. La macchina fotografica contiene le foto della pazzesca notte che nessuno ricorda: i quattro sono concordi ad eliminare le foto, ma non prima di averle riviste per l’ultima volta.

## Personaggi e interpreti
- Phil Wenneck, interpretato da Bradley Cooper, doppiato da Christian Iansante. Un insegnante di scuola e leader del gruppo.
- Stu Price, interpretato da Ed Helms, doppiato da Alessandro Quarta. Un dentista piuttosto rigido e vessato dalla sua fidanzata, Melissa.
- Alan Garner, interpretato da Zach Galifianakis, doppiato da Roberto Stocchi. Futuro cognato di Doug, è affetto da un lieve ritardo mentale.
- Doug Billings, interpretato da Justin Bartha, doppiato da Massimiliano Alto. Sposo in onore del quale è organizzato l'addio al celibato.
- Jade, interpretata da Heather Graham, doppiata da Laura Latini. Spogliarellista, madre del neonato Tyler, ha sposato Stu mentre era drogato.
- Tracy Garner, interpretata da Sasha Barrese, doppiata da Barbara De Bortoli. Futura moglie di Doug e sorella di Alan.
- Sid Garner, interpretato da Jeffrey Tambor, doppiato da Renato Cecchetto. Padre di Tracy e Alan.
- Leslie Chow, interpretato da Ken Jeong, doppiato da Oreste Baldini. Mafioso cinese.
- Melissa, interpretata da Rachael Harris, doppiata da Antonella Baldini. Fidanzata di Stu.
- Mike Tyson, interpretato da se stesso, doppiato da Bruno Conti.
- Doug Nero, interpretato da Mike Epps, doppiato da Fabrizio Vidale. Spacciatore di colore erroneamente scambiato per Doug.
- Agente Franklin, interpretato da Rob Riggle, doppiato da Franco Mannella.
- Agente Garden, interpretata da Cleo King, doppiata da Rita Baldini.
- Eddie Palermo, interpretato da Bryan Callen, doppiato da Nanni Baldini. Proprietario della cappella dove si sposano Stu e Jade.
- Dottor Valsh, interpretato da Matt Walsh, doppiato da Sergio Di Giulio.
- Linda Garner, interpretata da Sondra Currie, doppiata da Franca Lumachi. Madre di Tracy e Alan.

## Colonna sonora
Le musiche del film sono composte da Christophe Beck; la colonna sonora comprende venti canzoni di svariati artisti, tra cui Kanye West, Danzig, The Donnas, Usher, Phil Collins, The Belle Stars, T.I., Wolfmother e The Dan Band, che di solito compaiono nei film di Phillips come la band nuziale inappropriata e sguaiata. La cover del singolo di 50 Cent Candy Shop della "Dan Band" è apparsa nella Parte I. Mentre Right Round di Flo Rida è presente alla fine del film durante i titoli di coda.

### Tracce
1. It's Now Or Never - El Vez
2. Thirteen - Danzig
3. Take It Off - The Donnas
4. Fever - The Cramps
5. Wedding Bells - Gene Vincent & His Blue Caps
6. In the Air Tonight - Phil Collins
7. Stu's Song - Ed Helms
8. Rhythm And Booze - Treat Her Right
9. Iko Iko - The Belle Stars
10. Three Best Friends - Zach Galifianakis
11. Ride The Sky II - Revolution Mother
12. Candy Shop - 50 Cent

Canzoni aggiuntive (non presenti nella colonna sonora)
- Who Let the Dogs Out? - Baha Men
- Right Round - Flo Rida ft. Kesha
- Can't Tell Me Nothing - Kanye West
- Live Your Life - T.I. ft. Rihanna
- Joker And The Thief - Wolfmother
- What Do You Say - Mickey Avalon
- Yeah! - Usher ft. Ludacris & Lil' Jon

## Distribuzione
Il film è uscito il 5 giugno 2009 negli Stati Uniti, mentre in Italia è stato distribuito a partire dal 19 giugno dello stesso anno.

### Edizioni home video
Il successo della commedia è continuato anche con la messa in commercio delle edizioni DVD e Blu-ray Disc (quest'ultima in versione estesa, contenente 8 minuti circa di girato in più)

## Accoglienza

### Incassi
In Italia, in quattro settimane, ha incassato 3.780.345 euro, con una apertura al botteghino pari a 640.004 euro. Negli USA, in dodici settimane, ha guadagnato 277.247.684 dollari. Globalmente ha totalizzato una cifra pari a $ 467.483.912, a fronte di un budget di soli 35 milioni di dollari, ed è stato acclamato dalla critica in tutto il mondo, dimostrandosi così, alla fine dell'anno, il film più apprezzato del 2009.

### Critica
Il film è stato apprezzato sia dal pubblico sia dalla critica. Sul sito di recensioni Rotten Tomatoes detiene un 79% di gradimento basato su 241 recensioni professionali, con una media di voti del 6,7. Metacritic ha invece attribuito al film un punteggio del 73%, basato su 31 recensioni.

## Riconoscimenti
- 2010 - Golden Globe
  - Miglior film commedia o musicale
- 2010 - Premio BAFTA
  - Nomination Miglior sceneggiatura originale a Jon Lucas e Scott Moore
- 2009 - Critics' Choice Movie Award
  - Miglior film commedia
- 2010 - Empire Award
  - Nomination Miglior commedia
- 2010 - MTV Movie Awards
  - Miglior performance comica a Zach Galifianakis
  - Miglior momento (Ma che ca...!) a Ken Jeong
  - Nomination Miglior film
  - Nomination Miglior performance rivelazione a Zach Galifianakis
  - Nomination Miglior performance comica a Bradley Cooper
  - Nomination Miglior cattivo a Ken Jeong
- 2009 - Satellite Award
  - Nomination Miglior attore in un film commedia o musicale a Bradley Cooper
- 2009 - Teen Choice Awards
  - Nomination Miglior film commedia
  - Nomination Miglior film estivo
  - Nomination Miglior attore protagonista a Bradley Cooper
  - Nomination Miglior momento da rockstar a Mike Tyson, Bradley Cooper, Ed Helms e Zach Galifianakis
  - Nomination Miglior cattivo a Ken Jeong
- 2009 - British Comedy Awards
  - Nomination Miglior commedia a Todd Phillips
- 2010 - People's Choice Awards
  - Nomination Miglior film
  - Nomination Miglior commedia
- 2009 - St. Louis Film Critics Association
  - Miglior film commedia
- 2010 - AFI Award
  - Film dell'anno a David Siegel, Daniel Goldberg e Todd Phillips
- 2010 - Eddie Award
  - Miglior montaggio in un film commedia o musicale a Debra Neil-Fisher
- 2010 - Artios Award
  - Miglior casting per un film studio o commedia indipendente a Juel Bestrop e Seth Yanklewitz
- 2009 - Houston Film Critics Society
  - Nomination Miglior attore non protagonista a Zach Galifianakis
- 2010 - Russian National Movie Awards
  - Miglior film commedia straniero
- 2010 - WGA Award
  - Nomination Miglior sceneggiatura originale a Jon Lucas e Scott Moore
- 2010 - Art Directors Guild
  - Nomination Miglior scenografia
- 2009 - Awards Circuit Community Awards
  - Nomination Miglior cast
  - Nomination Menzioni onorevoli
- 2009 - Detroit Film Critic Society
  - Miglior cast
- 2010 - Gay and Lesbian Entertainment Critics Association
  - Nomination Premio Dorian alla miglior rivelazione a Ed Helms
- 2009 - Golden Schmoes Awards
  - Miglior commedia
  - Nomination Miglior frase (Non sapevo che davano anelli nell'Olocausto)
  - Nomination Film più sorprendente dell'anno
  - Nomination Sorpresa più grande dell'anno
  - Nomination Miglior attore non protagonista a Zach Galifianakis
  - Nomination Miglior performance rivelazione a Zach Galifianakis
- 2009 - IGN Summer Movie Awards
  - Miglior cameo a Mike Tyson
- 2010 - Publicists Guild of America
  - Maxwell Weinberg Award al miglior film

## Sequel
Il sequel, Una notte da leoni 2, esordisce nel 2011, con gli stessi protagonisti diretti dallo stesso regista, Todd Phillips, che verrà tuttavia accolto con meno successo rispetto al primo film. Infine, nel 2013, esce il terzo e forse ultimo capitolo della serie, Una notte da leoni 3, considerato sia dalla critica che dal pubblico l'episodio meno riuscito.

## Curiosità
- Le vicende del film sono ispirate in parte a una esperienza realmente vissuta dal produttore Tripp Vinson, che per il suo addio al celibato a Las Vegas finì per ubriacarsi fino allo svenimento, allontanandosi dalla sua stessa festa. L'indomani si risvegliò, senza ricordare nulla degli eventi della sera precedente, in un club con un grosso conto da saldare.
- Ad Ed Helms manca davvero un incisivo nella vita reale, quindi non ha usato make up per questo film. Ha soltanto dovuto togliere la protesi che utilizza quotidianamente.
- La canzone cantata e suonata al pianoforte da Ed Helms è stata improvvisata al momento.
- Bradley Cooper interpreta un personaggio che ha un rapporto morboso con l'alcol. Nella realtà l'attore è quasi astemio e non beve dall'età di 29 anni.
- Mike Tyson ha partecipato al film perché fortemente indebitato e dipendente dalla droga. Nelle scene in cui appare, infatti, il pugile è sempre sotto l'effetto di cocaina.
- La famosa scena in cui Ken Jeong, nei panni di Leslie Chow, salta fuori dal bagagliaio completamente nudo (l'inquadratura non è stata censurata) fu un'idea dell'attore. Jeong pensò che se fosse sbucato dall'auto in quel modo, sarebbe stato molto divertente. Todd Phillips, entusiasta dell'idea, fece firmare una liberatoria all'attore poco prima di girare la scena.